# پای انسان
پای انسان (انگلیسی: Human leg) از نظر عمومی به کل اندام زیرین و تحتانی بدن انسان، از جمله پا، ران و حتی ناحیه لگن یا سرینی است. با این حال، تعریف پا در آناتومی انسان تنها به بخشی از اندام زیرین بدن از زانو تا مچ پا گفته می‌شود، که به آن ساق یا ساق پا نیز گفته می‌شود. از پاها برای ایستادن استفاده می‌شود و همه انواع حرکات از جمله راه رفتن، دویدن و انواع سرگرمی‌ها مانند رقصیدن استفاده می‌شود. پاها بخش قابل توجهی از توده فرد را تشکیل می‌دهند. پاهای زنان به طور کلی دارای زاویه انحنای مفصل ران و تیبیوفمورال هستند، اما طول استخوان ران و استخوان درشت‌نی کوتاه‌تر از مردان است .

## نگارخانه

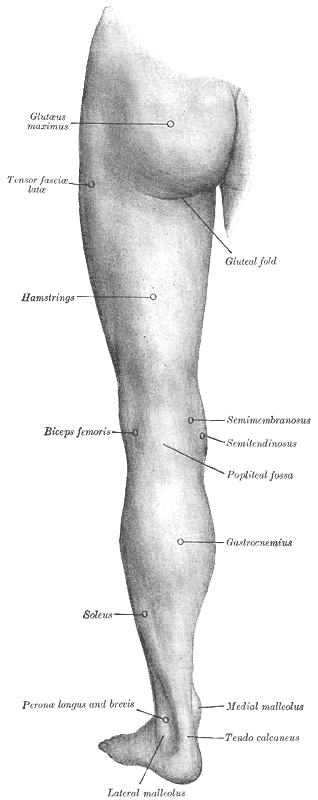
نمای سطحی از پای انسان
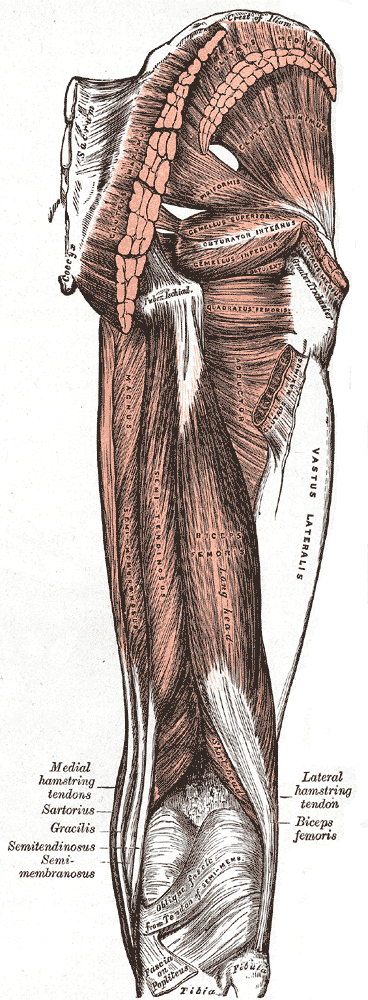
ماهیچه‌های ران و سرینی پشت بدن
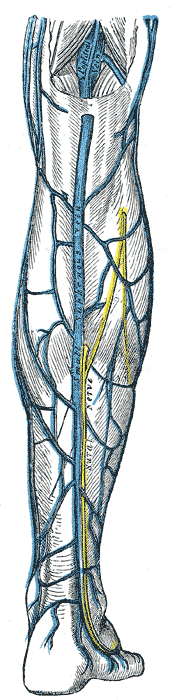
سیاهرگ‌های پشت پا
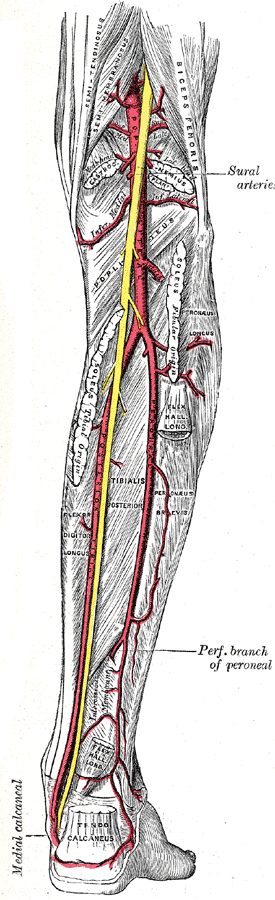
سرخرگ‌های پشت پا
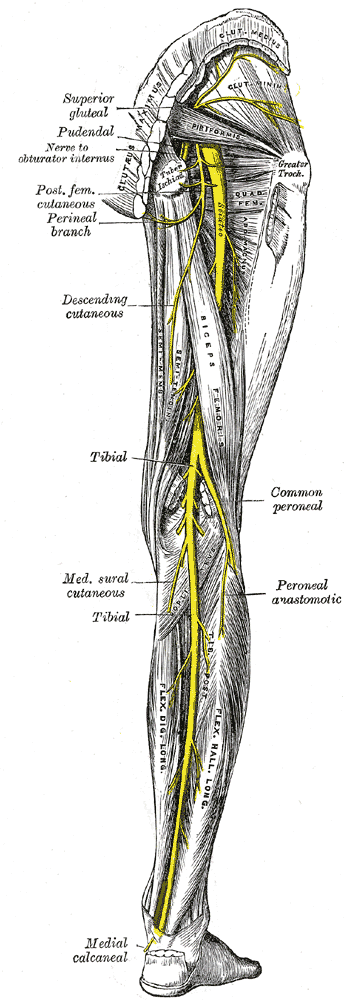
عصب‌های پشت پا
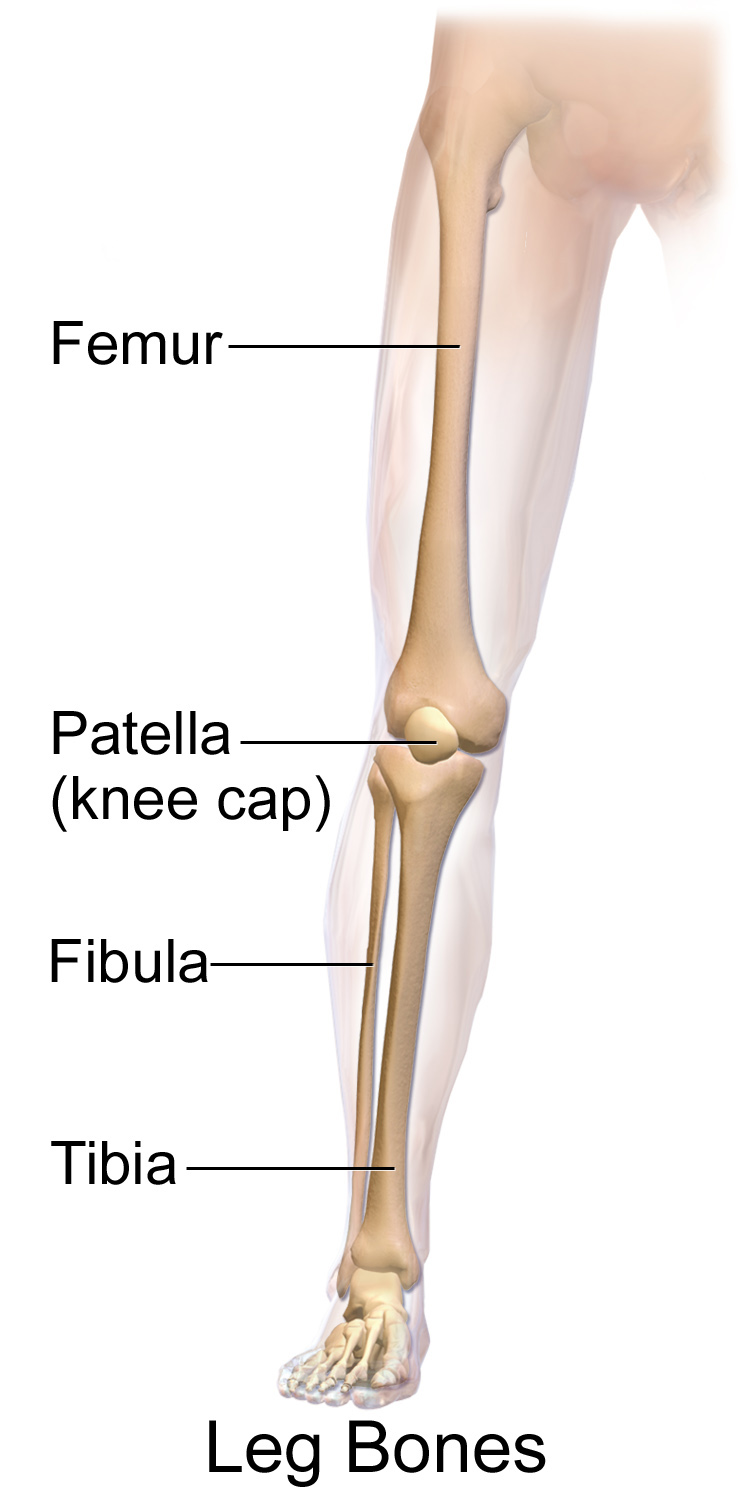
استخوان‌های پا